# 펑크 펑크
펑크 펑크(영어: Punk funk)는 음악 장르 중 하나로, 일반적으로 펑크 록 및 펑크의 영향을 결합하고 있다. 댄스 펑크(Dance punk), 아방펑크(Avant-funk), 펑크 메탈(Funk metal) 등과 밀접하게 관련되어 있으며, 모두 펑크 펑크로 묘사되기도 한다. 펑크 펑크라는 용어는 브라질의 칸세이 지 세르 섹시가 밴드의 2005년 정규 음반 《Cansei de Ser Sexy》를 묘사하기 위해 사용했으며, 이외에도 음악 평론가 사이먼 레이놀즈가 미닛멘을 빠른 스타일의 갱 오브 포와 비교하기 위해 사용하거나, 언컷이 더 잼의 〈Precious〉에 대해 묘사하기 위해 쓰이기도 했다.

## 역사
펑크 펑크는 1970년대 후반 등장했지만, 펑크 펑크라는 용어를 대체할 수 있는 단어들이 1980년대에는 댄스 펑크, 아방펑크, 1980년대 후반에는 펑크 메탈이 등장하면서 가려졌다. 그럼에도 펑크 펑크는 최근 몇 년 동안 CSS 및 밴드의 2005년 음반 《Cansei de Ser Sexy》와 같은 밴드를 설명할 때 때때로 사용됐다.
1980년대부터 펑크 펑크는 댄스 펑크, 아방펑크, 펑크 메탈로 변했다. 거의 모든 펑크 펑크 밴드가 새로운 장르로 뛰어들었다. 갱 오브 포와 CSS는 댄스펑크로 묘사되어 왔다. 1982년 해체된 더 잼의 멤버 폴 웰러는 1년 후 스타일 카운실을 결성해 후기 더 잼의 음악에서 선보인 조금 더 솔 음악에 가까운 음악을 보여주었다. 1985년 미닛멘이 해체한 이후 조지 헐리와 마이크 왓은 파이어호스와 함께 실험 음악 쪽으로 스타일을 기울였다.
1980년대, 릭 제임스는 〈Super Freak〉을 통해 큰 상업적인 성공을 거두었는데, 그는 수년 동안 자신을 "펑크 펑크의 왕"이라고 불렀으며, 뉴욕 타임스 및 베이 스테이트 배너 또한 제임스의 펑크 펑크 사운드에 주목했다. 반면 uDiscover Music은 펑크라는 맥락은 음악 장르로서의 펑크가 아닌 그의 태도에서 비롯되었다고 주장했다.